# Unga kvinnor (film, 2019)
Unga kvinnor (engelska: Little Women) är en amerikansk romantisk dramafilm från 2019 i regi och med manus av Greta Gerwig. Filmen är baserad på romanen från 1868 med samma namn skriven av Louisa May Alcott. Den hade världspremiär i New York, USA 7 december 2019 och Sverigepremiär 24 januari 2020.

## Rollista i urval
- Saoirse Ronan – Josephine ”Jo” March
- Emma Watson – Margaret ”Meg” March
- Florence Pugh – Amy March
- Eliza Scanlen – Beth March
- Laura Dern – mamma "Marmee" March
- Timothée Chalamet – Theodore ”Laurie” Laurence
- Meryl Streep – faster March
- Tracy Letts – Mr. Dashwood
- Bob Odenkirk – Father March

## Priser och nomineringar i urval
Filmen har bland annat blivit utsedd av American Film Institute att vara bland de top 10 bästa filmerna 2019. Saoirse Ronan vann en AACTA award för bästa internationella kvinnliga skådespelare, för sin roll som Jo, och Florence Pugh blev nominerad för bästa internationella kvinnliga biroll för sin roll som Amy. Greta Gerwig har bland annat vunnit pris för bästa regi, utsett av National Society of Film Critics. 
Filmen var nominerad i 6 kategorier i den 92:a Oscarsgalan som hölls februari 2020.
- Saoirse Ronan för Bästa kvinnliga huvudroll
- Florence Pugh för Bästa kvinnliga biroll
- Jacqueline Durran för Bästa kostym
- Alexandre Desplat för Bästa filmmusik
- Amy Pascal (producent) för Bästa film
- Greta Gerwig för Bästa manus efter förlaga